# 小行星9599
小行星9599（英語：9599 Onotomoko）是一颗围绕太阳公转的小行星。1991年10月29日，圓舘金、渡邊和郎在北见发现了此天体。
这颗小行星的绝对星等为276.3852507829361等。